# Ça se soigne ?
Pour plus de détails, voir Fiche technique et Distribution.
Ça se soigne ? est un film français de Laurent Chouchan sorti en 2008.

## Synopsis
Tom Bledish, un chef d'orchestre qui a tout pour lui en étant connu et reconnu, riche et ayant épousé Adrienne, une séduisante femme pilote de ligne, fait une dépression nerveuse à la suite d'un banal feu tricolore. Sa femme comme ses amis essayent de l'aider mais la situation pourrait bien se retourner contre eux...

## Fiche technique
- Titre : Ça se soigne ?
- Réalisation : Laurent Chouchan
- Scénario : Laurent Chouchan
- Dialogues : Séverin Favriau
- Musique : François Peyrony
- Décors : Michèle Abbé-Vannier
- Costumes : Anne-Sophie Gledhill
- Photographie : Matthieu Poirot-Delpech
- Montage : Yann Malcor
- Production :  Manuel Munz
- Société de production : Les Films Manuel Munz
- Distribution : TFM Distribution
- Budget :
- Format : couleur - Son : DTS - 2,35:1 - 35 mm
- Pays d'origine :  France
- Genre : comédie
- Durée : 86 minutes
- Date de sortie :  France : 15 janvier 2008 (Festival International du film de comédie de l'Alpe d'Huez) et 6 février 2008 (sortie nationale)

## Distribution
- Thierry Lhermitte : Tom Bledish
- Julie Ferrier : Adrienne Bledish
- Michel Vuillermoz : Piotr Ladislav
- Isabelle Gélinas : Céline Ladislav
- Gérard Jugnot : Stan
- Stéphane Freiss : Fred Sterling
- François-Xavier Demaison : Philippe Barrois
- Elisabeth Quin : Catherine Blois
- Laurent Gamelon : Eric
- Judith Magre : Aline Bledish
- Philippe Tesson : Jean Bledish
- Andréa Ferréol : Hélène - la mère d'Adrienne
- Henri Garcin : Bernard - le père d'Adrienne
- Sophie Mounicot : Anna
- Philippe Laudenbach : Docteur Bertrand Lavoisière
- Jean-François Gallotte : Le gardien
- Laurent Petitgirard : Carlos et les musiciens de l'Orchestre Colonne
- Marie-Hélène Lentini : Sandra
- Cédric Chevalme : Copi